# 두칸굳힘
두칸굳힘은 소목, 화점 등을 기점으로 두칸 넓이로 착수하여 귀를 굳히는 기법이다.